# Agustín Vidal
Agustín Vidal (nascido em 8 de julho de 1987) é um handebolista argentino. Integrou a seleção argentina que ficou em décimo lugar nos Jogos Olímpicos de Verão de 2016 no Rio de Janeiro. Atua como armador esquerdo e joga pelo clube BM Maristas. Foi medalha de bronze no Campeonato Pan-Americano de Handebol Masculino de 2016.